# Раду Албот
Раду Володимирович Албот (молд. Radu Albot; нар. 11 листопада 1989, Кишинів, Молдавія) — професійний молдавський тенісист; переможець двох турнірів АТП (з них один в одиночному розряді). Майстер спорту Молдавії міжнародного класу (2010), нагороджений медаллю «За громадянські заслуги» (2014 року), Meritul Diplomatic і хрестом «За заслуги» 1-го ступеня.

## Біографія та кар'єра
Народився 11 листопада 1989 року в Кишиневі, Молдавської РСР, нині Республіки Молдова.
В тенісний спорт Раду привів його батько Володимир, який спочатку тренував сина. У шістнадцять років він займав другу стрічку кращих тенісистів серед юнаків в Європі, незабаром досягнувши одинадцятої позиції в світовому рейтингу юніорів. У 2006 році він став професіоналом.
Вигравав два одиночних і один парний титул туру ATP Challenger, чотирнадцять одиночних і сім парних титулів ITF Futures, а також один парний титул ATP World Tour. Був регулярним членом команди Республіки Молдови на Кубках Девіса з 2007 року.
Досягнувши 3 серпня 2015 року позиції в рейтингу АТП № 99, Раду Албот став першим молдавським тенісистом в ТОП-100. Високе місце в рейтингу дозволило йому стати першим молдавським тенісистом, який взяв участь в Олімпійських іграх.
Одночасно зі спортивною кар'єрою Раду Албот є співробітником служби цивільного захисту і надзвичайних ситуацій Молдови, маючи звання старшого лейтенанта. Отримав ступінь магістра в галузі психології в Державному університеті фізичної культури і спорту.
З 2016 року виступає в німецькій тенісній Бундеслізі за клуб «Грюн-Вайс» з Мангайма, став чемпіоном Німеччини в 2018 році.
У жовтні 2018 роки виграв турнір серії челленджер в Лючжоу (Китай), обігравши в фіналі сербського тенісиста Міомір Кечмановіча в наполегливому трьохсетовому поєдинку.
У лютому 2019 року на турнірі в Делрей-Біч, Раду завоював свій перший титул АТП туру в одиночному розряді. У фіналі переграв британського тенісиста Деніела Еванса.
У березні через кваліфікацію пробився на турнір в Маямі (США), але в другому раунді основної сітки програв швейцарцю Роджеру Федереру в наполегливому трисетовому поєдинку.
У травні 2019 року Раду брав участь в Відкритому чемпіонаті Женеви з тенісу, де дійшов до півфіналу, але програв чилійцеві Ніколасу Яррі в двох сетах з рахунком 6-3, 6-4.
На Відкритому чемпіонаті США 2019 року програв в першому раунді Олександру Звєрєву в п'яти сетах. На Відкритому чемпіонаті США в парному розряді разом з Маліком Джазірі дійшли до другого кола, але поступилися парі Фабріс Мартен/Жеремі Шарді в двох сетах.

## Рейтинг на кінець року
| рік  | одиночний рейтинг | парний рейтинг |
| 2019 | 46                | 101            |
| 2018 | 98                | 66             |
| 2017 | 87                | 211            |
| 2016 | 97                | 648            |
| 2015 | 121               | 75             |
| 2014 | 168               | 125            |
| 2013 | 169               | 186            |
| 2012 | 225               | 239            |
| 2011 | 281               | 265            |
| 2010 | 503               | 482            |
| 2009 | 726               | 536            |
| 2008 | 880               | 688            |
| 2007 | 1 038             | 1 386          |
| 2006 |                   | 1 447          |

## Виступи на турнірах

### Фінали турнірівATPв одиночному розряді (1)

#### Паремоги (1)
| Легенда                     |
| --------------------------- |
| Турніри Великого шолому (0) |
| Фінал АТР-туру (0)          |
| ATP Мастерс 1000 (0)        |
| АТР 500 (0)                 |
| АТР 250 (1+1)               |

| Титули по покриттям | Титули по місцю проведення матчів турніру |
| ------------------- | ----------------------------------------- |
| Хард (1)            | Зал (0)                                   |
| Грунт (0+1)         | Зал (0)                                   |
| Трава (0)           | Відкрите повітря (1+1)                    |
| Килим (0)           | Відкрите повітря (1+1)                    |

| №  | Дата           | Турнір          | Покриття | Суперник в фіналі | Рахунок        |
| 1. | 24 лютого 2019 | Делрей-Біч, США | Хард     | Деніел Еванс      | 3-6 6-3 7-6(7) |

### Фінали челенджерів і ф'ючерсів в одиночному розряді (32)

#### Перемоги (21)
| Умовні позначення |
| Челенджери (7+9)  |
| Ф'ючерси (14+7)   |

| Титули по покриттям | Титули по місцю проведення матчів турніру |
| ------------------- | ----------------------------------------- |
| Хард (16+5)         | Зал (0+1)                                 |
| Грунт (5+11)        | Зал (0+1)                                 |
| Трава (0)           | Відкрите повітря (21+15)                  |
| Килим (0)           | Відкрите повітря (21+15)                  |